# Pseudopilema hoppingi
Pseudopilema hoppingi là một loài bọ cánh cứng trong họ Cerambycidae.